# Liste der Biografien/Wet
Liste der Biografien |
Portal Biografien |
Personensuche
# |
A |
B |
C |
D |
E |
F |
G |
H |
I |
J |
K |
L |
M |
N |
O |
P |
Q |
R |
S |
T |
U |
V |
W |
X |
Y |
Z |
?
 
Wa |
Wc |
Wd |
We |
Wh |
Wi |
Wj |
Wl |
Wn |
Wo |
Wr |
Ws |
Wt |
Wu |
Ww |
Wy |
Wz
 
Wea |
Web |
Wec |
Wed |
Wee |
Wef |
Weg |
Weh |
Wei |
Wej |
Wek |
Wel |
Wem |
Wen |
Weo |
Wep |
Wer |
Wes |
Wet |
Weu |
Wev |
Wew |
Wex |
Wey |
Wez
Die Liste der Biografien führt alle Personen auf, die in der deutschsprachigen Wikipedia einen Artikel haben. Dieses ist eine Teilliste mit 322 Einträgen von Personen, deren Namen mit den Buchstaben „Wet“ beginnt.

## Wet
- Wet, Carel de (1924–2004), südafrikanischer Botschafter
- Wet, Christiaan de (1854–1922), südafrikanischer Politiker und General der Buren
- Wet, Jan De (1927–2011), namibisch-südafrikanischer Politiker

### Weta
- Wetangula, Moses (* 1956), kenianischer Politiker
- Wetaschek, Karl (1859–1936), österreichischer Militärkapellmeister

### Wete
- Wetekam, Annette (* 1964), deutsche Politikerin (CDU)
- Wetekam, Burkhard (* 1968), deutscher Schriftsteller und Journalist
- Wetekam, Robert (1898–1973), deutscher Pädagoge, Genealoge und Heimatforscher
- Wetekamp, Wilhelm (1859–1945), deutscher Reformpädagoge und Politiker (Freisinnige Volkspartei)
- Wetering, Bo van (* 1999), niederländische Handballspielerin
- Wetering, Ernst van de (1938–2021), niederländischer Kunsthistoriker
- Wetering, Henricus van de (1850–1929), niederländischer Kleriker und Erzbischof von Utrecht
- Wetering, Janwillem van de (1931–2008), niederländischer Schriftsteller, Krimi-Autor und PolizistJanwillem van de Wetering (1931–2008)

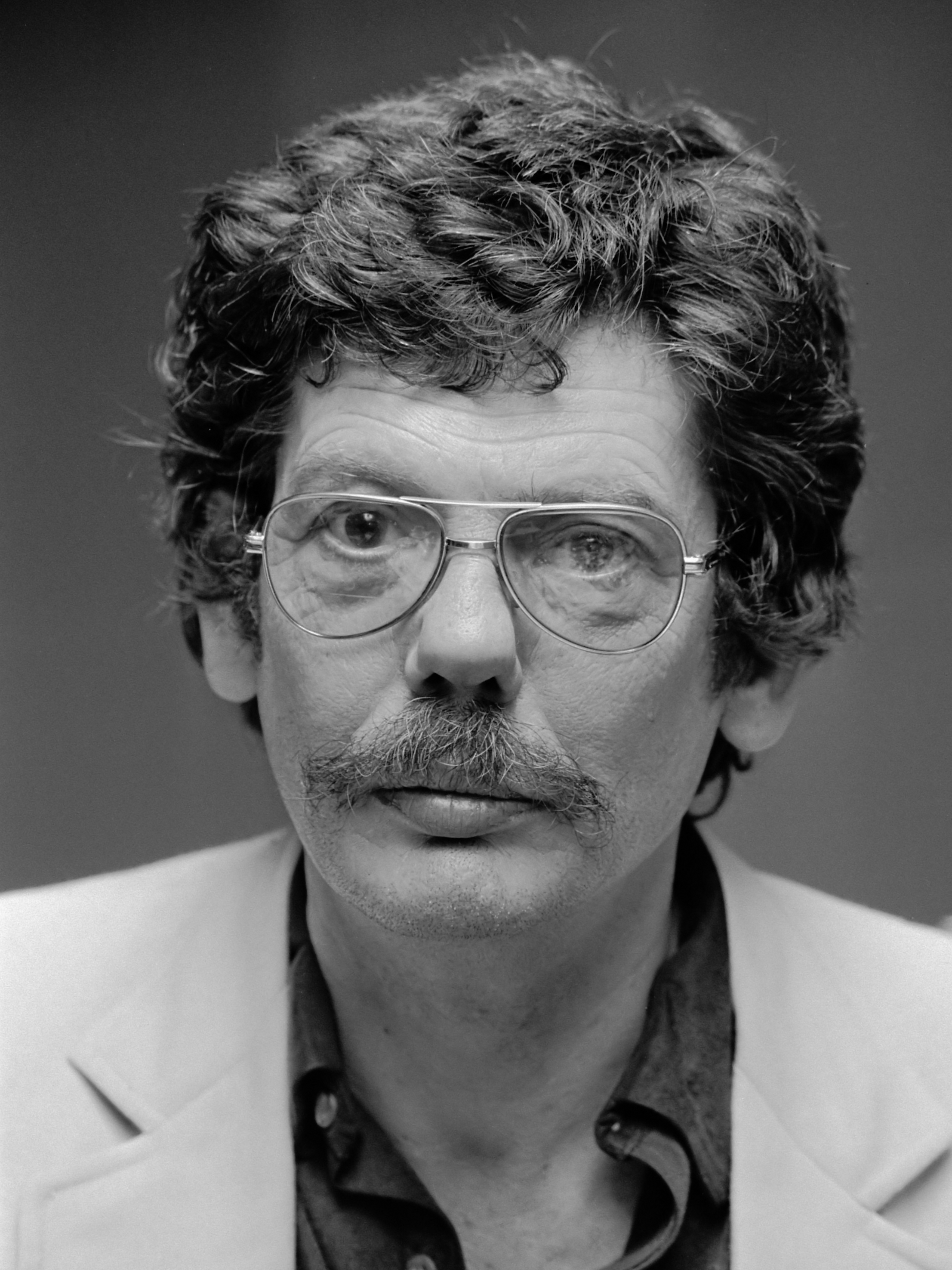
Janwillem van de Wetering (1931–2008)

- Weterings, Gijs (* 1965), niederländischer Hockeyspieler

### Weth
- Weth, Alexandra von der (* 1968), deutsche Opernsängerin (Sopran) und Stimmbildnerin
- Weth, Carola von der (* 1959), deutsche Schachspielerin und Ingenieurin
- Weth, Georg A. (1936–2015), deutscher Schriftsteller und Publizist
- Weth, Irmgard (* 1943), deutsche evangelische Theologin, Pädagogin und Dozentin für Biblische Theologie
- Weth, Njeri (* 1974), deutsche Sängerin
- Weth, Rüdiger von der (* 1960), deutscher Psychologe und Professor an der Hochschule für Technik und Wirtschaft Dresden
- Weth, Rudolf (1937–2022), deutscher evangelischer Theologe, Autor und Herausgeber theologischen Schriften
- Weth, Stephan (* 1956), deutscher Rechtswissenschaftler und Hochschullehrer
- Weth, Thomas (* 1958), deutscher Didaktiker und Hochschullehrer
- Weth, Willibert (* 1931), deutscher Fußballtrainer
- Wethekam, Cili (1921–1975), deutsche Kinder- und Jugendbuchautorin
- Wetherald, Richard (1936–2011), US-amerikanischer Klimawissenschaftler
- Wetherall, David (* 1971), englischer Fußballspieler
- Wetherall, George (1788–1868), britischer General
- Wetherall, Jack (* 1950), kanadischer Schauspieler
- Wetherbee, Charles (1966–2023), US-amerikanischer Geiger und Musikpädagoge
- Wetherbee, Jim (* 1952), US-amerikanischer Astronaut
- Wetherby, Albert Gallatin (1833–1902), US-amerikanischer Malakologe und Mineraloge
- Wetherby, Lawrence (1908–1994), US-amerikanischer Politiker und Gouverneur des Bundesstaates Kentucky
- Wethered, John (1809–1888), US-amerikanischer Politiker
- Wetherell, Virginia (* 1943), englische Schauspielerin
- Wetherell, Virginia Bass (* 1947), US-amerikanische Politikerin und Geschäftsfrau
- Wetherill, Cody (* 1986), US-amerikanischer Schauspieler
- Wetherill, George (1925–2006), US-amerikanischer Geophysiker und Astronom
- Wetherill, Kurt (* 1986), US-amerikanischer Schauspieler
- Wetherington, Jim († 2025), US-amerikanischer Polizeibeamter und Politiker
- Wethern, George (* 1939), US-amerikanischer Hells Angel
- Wethey, Harold E. (1902–1984), US-amerikanischer Kunsthistoriker
- Wethington, Crawford (1908–1994), US-amerikanischer Jazz-Saxophonist
- Wethli, Louis (1842–1914), Schweizer Bildhauer
- Wethly, Gustaf (1866–1937), elsässischer Literaturwissenschaftler, Theaterkritiker und Publizist

### Wetj
- Wetjen, Karl-August (1925–2014), deutscher Chemiker und Vorstandsmitglied der BASF
- Wetjen, Reinhold (* 1953), deutscher Politiker (SPD)

### Wetk
- Wetken, Hermann (1522–1595), deutscher Jurist und Bürgermeister von Hamburg
- Wetken, Johann († 1538), deutscher Stadtschreiber und Bürgermeister (Hamburg)
- Wetken, Johann Jacob (1691–1741), deutscher evangelisch-lutherischer Geistlicher
- Wetklo, Christian (* 1980), deutscher FußballspielerChristian Wetklo (* 1980)

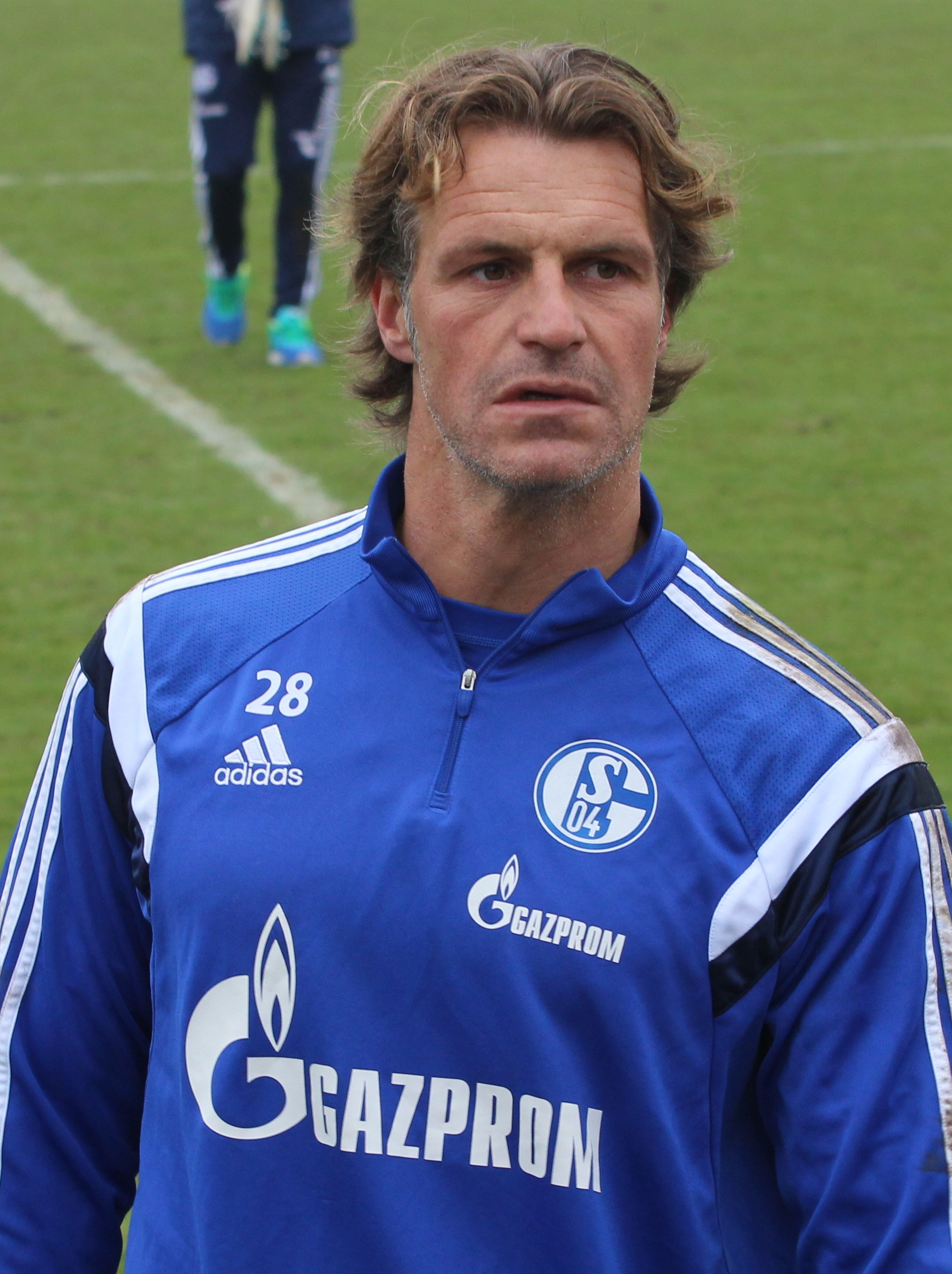
Christian Wetklo (* 1980)

- Wetkowa, Jekaterina Wladimirowna (* 1986), russische Handballspielerin
- Wętkowski, Krzysztof (* 1963), polnischer Geistlicher und Kirchenrechtler, römisch-katholischer Bischof von Włocławek

### Wetl
- Wetl, Arnold (* 1970), österreichischer Fußballspieler
- Wetland, Morten (* 1951), norwegischer Diplomat, Politiker und Jurist
- Wetlesen, Wilhelm (1871–1925), norwegischer Maler und Illustrator
- Wetli, Hugo (1916–1972), Schweizer Maler, Grafiker, Lithograf, Zeichner und Illustrator
- Wetli, Kaspar (1822–1889), Schweizer Ingenieur
- Wetlowa, Julija Anatoljewna (* 1983), russische Naturbahnrodlerin

### Wetm
- Wetmański, Leon (1886–1941), römisch-katholischer Weihbischof des Bistums Płock
- Wetmore, Alexander (1886–1978), US-amerikanischer Ornithologe und Paläontologe
- Wetmore, Dick (1927–2007), US-amerikanischer Jazz-Musiker
- Wetmore, George P. (1846–1921), US-amerikanischer Politiker
- Wetmore, Ralph H. (1892–1989), US-amerikanischer Botaniker
- Wetmore, Tucker, amerikanischer Singer-Songwriter im Genre der Country-Musik

### Wetr
- Wetria, Jordan (* 1994), neukaledonischer Fußballspieler
- Wetrow, Wladimir Ippolitowitsch (1932–1985), sowjetischer KGB-Offizier
- Wetrowa, Marija Fedosjewna (1870–1897), russische Narodowolzin

### Wets
- Wets, Roger (* 1937), belgischer Mathematiker
- Wetscher, Lorenz (* 1998), österreichischer Parkour-Athlet
- Wetscherek, Ewald (* 1944), österreichischer Versicherungsfachmann
- Wetschewa, Wera Fjodorowna (1927–2020), sowjetische bzw. russische Holzverarbeitungsingenieurin und Hochschullehrerin
- Wetschka, Martin (1888–1971), österreichischer Politiker (ÖVP)
- Wetschky, Max (1844–1927), deutscher Apotheker und Botaniker
- Wetschnig, Hermann Bruno (1927–1972), österreichischer Politiker (SPÖ), Mitglied des Bundesrates

### Wett
- Wett, Ben (1941–2012), deutscher Sportreporter
- Wettach, Heinrich (1858–1929), österreichischer Porträtmaler und Musiker
- Wettberg, Ingrid, Vorsitzende der Liberalen Jüdischen Gemeinde Hannover
- Wettberg, Karsten (* 1941), deutscher Fußballtrainer und -funktionär
- Wettcke, Thorsten (* 1974), deutscher Drehbuchautor und Regisseur
- Wette, Adelheid (1858–1916), deutsche Schriftstellerin und Librettistin
- Wette, Gottfried Albin de (1697–1768), Pfarrer und Chronist in Weimar
- Wette, Hermann (1857–1919), deutscher Arzt und Schriftsteller
- Wette, Hermann Maria (1900–1982), deutscher Musikwissenschaftler, Komponist und Kunstmaler
- Wette, Theodor (1864–1918), deutscher Chirurg und Politiker
- Wette, Wilhelm Martin Leberecht de (1780–1849), deutsch-schweizerischer Theologe
- Wette, Wolfram (* 1940), deutscher Historiker und PublizistWolfram Wette (* 1940)

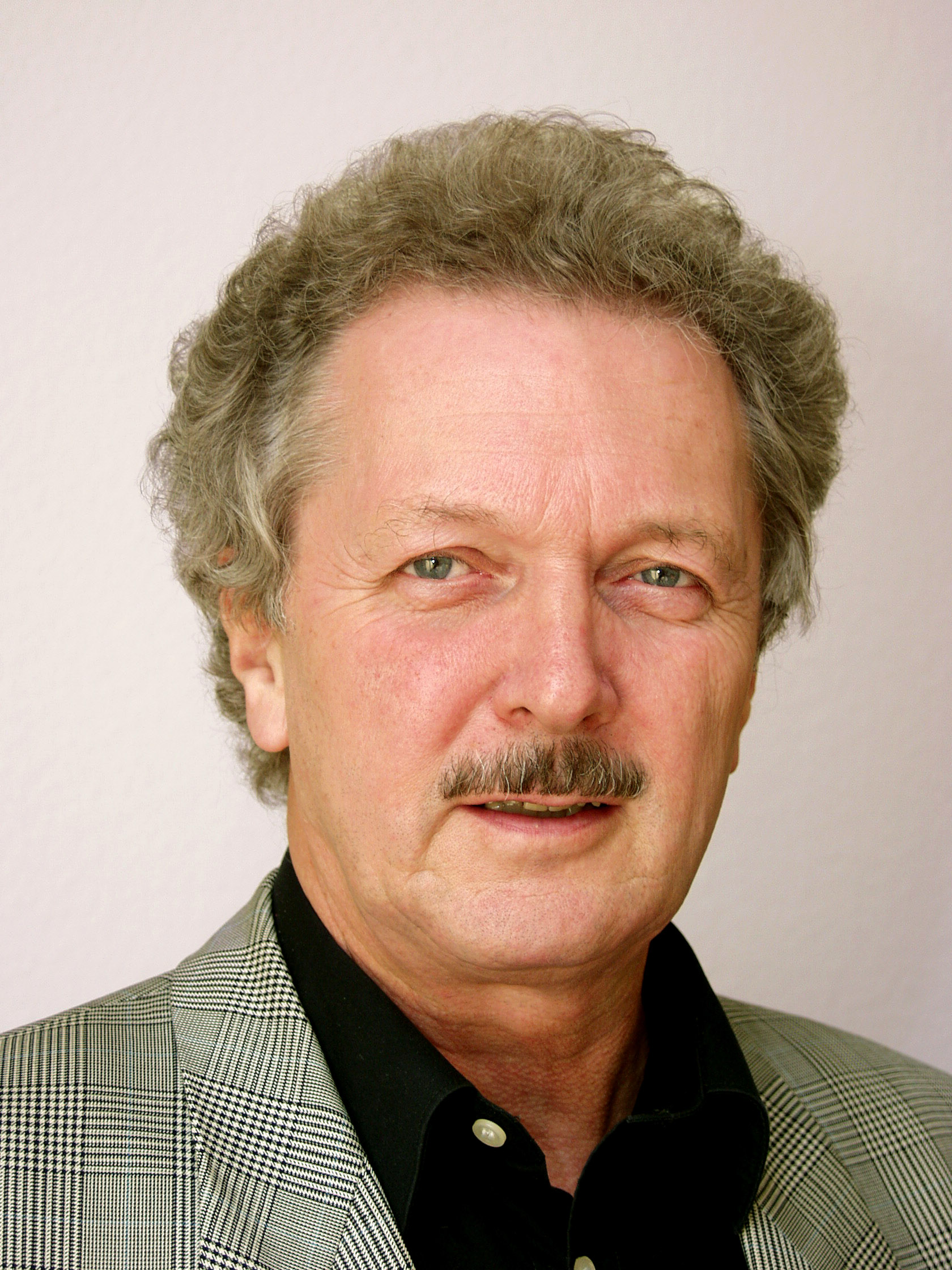
Wolfram Wette (* 1940)

- Wettel, Franz Julius (1854–1938), donauschwäbischer Historiker
- Wetten, Arie van (1934–2013), niederländischer Radrennfahrer
- Wetten, Even (* 1982), norwegischer Eisschnellläufer
- Wettengel, Albert (1921–2004), deutscher Politiker (SED), Vorsitzender des Rats des Bezirks Gera in der DDR
- Wettengel, Chris (* 1982), US-amerikanischer Tennisspieler
- Wettengel, Ernst (1903–1981), deutscher Politiker (NSDAP), MdR
- Wettengel, Friedrich Traugott (1750–1824), deutscher lutherischer Theologe
- Wettengel, Michael (* 1957), deutscher Historiker und Archivar
- Wettengel, Rudolf (1924–1986), deutscher SED-Funktionär und Journalist
- Wetter, Adrian (1694–1764), Schweizer Textilunternehmer, Amtsschreiber, Landmajor, Tagsatzungsgesandter und Landammann
- Wetter, Alexandre (* 1986), französisches Model und Filmschauspieler
- Wetter, Alfons (1894–1958), deutscher Richter und Senatspräsident beim Bundesfinanzhof
- Wetter, August (1890–1970), deutscher Politiker (NSDAP), MdR, MdL
- Wetter, Augustin (1765–1838), deutscher Architekt
- Wetter, Christof (* 1960), deutscher Ingenieurwissenschaftler und Hochschullehrer
- Wetter, Edgar (* 1931), deutscher Fußballspieler
- Wetter, Ernst (1877–1963), Schweizer Politiker der Freisinnig-Demokratischen Partei
- Wetter, Evelin (* 1969), deutsche Kunsthistorikerin
- Wetter, Fabian (* 1989), deutscher Fußballspieler
- Wetter, Frank (* 1959), deutscher Handballspieler
- Wetter, Friedrich (* 1928), deutscher Geistlicher, emeritierter Erzbischof von München und Freising, KardinalFriedrich Wetter (* 1928)

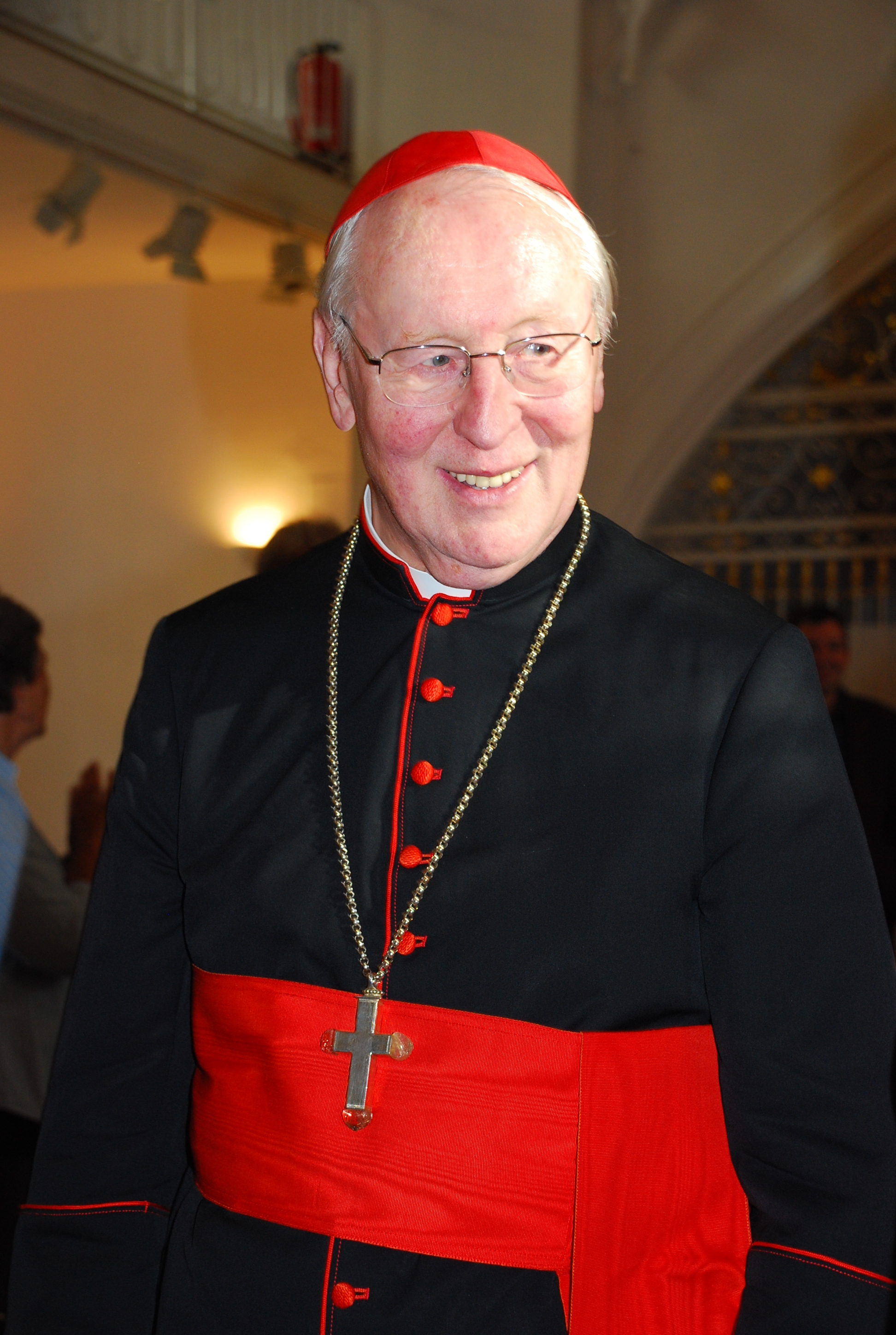
Friedrich Wetter (* 1928)

- Wetter, Gustav A. (1911–1991), österreichischer Ordensgeistlicher, Jesuit, beschäftigte sich mit sowjetischer Geschichte und Philosophie
- Wetter, Herbert (1891–1966), norwegischer Schwimmer
- Wetter, Immolata (1913–2005), deutsche Ordensschwester und Generaloberin
- Wetter, Johann Rudolf (* 1705), Schweizer Textilunternehmer und Industriepionier
- Wetter, Lorenz (1654–1734), Schweizer Kaufmann, Landesseckelmeister, Landesstatthalter, Landammann und Tagsatzungsgesandter
- Wetter, Lorenz (1726–1793), Schweizer Textilunternehmer, Landesfähnrich, Landeshauptmann, Landammann und Tagsatzungsgesandter
- Wetter, Olive Emil (* 1980), Schweizer Pianist, Klavierlehrer und Psychologe
- Wetter, Peter (1930–2020), deutscher Landespolitiker (CDU), MdL
- Wetter, Thomas (* 1953), deutscher Medizininformatiker und Hochschullehrer
- Wetter, Trix (* 1947), Schweizer Grafikerin, Grafikdesignerin, Buch- und Plakatgestalterin
- Wetter-Rosenthal, Constanze von (1872–1948), baltische Bildhauerin
- Wetterau, Horst (* 1970), deutscher Bodybuilder
- Wetterau, Jens (* 1976), deutscher Hochschullehrer und Ökotrophologe
- Wetterauer, Herbert (* 1957), deutscher Künstler
- Wetterauer, Ulrich (* 1951), deutscher Mediziner
- Wetterberg, Lukas (* 2006), schwedischer Schauspieler
- Wetterbergh, Carl Anton (1804–1889), schwedischer Schriftsteller und Arzt
- Wetterer, Angelika (* 1949), deutsche Soziologin
- Wetterer, Erik (1909–1990), deutscher Kreislaufphysiologe
- Wettergreen, Caroline (* 1986), norwegische Opernsängerin im Stimmfach Koloratursopran
- Wetterhahn, Doris (1921–1983), deutsche Pädagogin
- Wetterhahn, Karen (1948–1997), US-amerikanische Chemikerin
- Wetterhall, Alexander (* 1986), schwedischer Mountainbike- und Straßenradrennfahrer
- Wetterholm, Nils (* 1996), schwedischer Schauspieler
- Wetterhus, Mari (* 1998), norwegische Biathletin
- Wetterich, Brett (* 1973), US-amerikanischer Berufsgolfer
- Wetterich, Christof (* 1952), deutscher theoretischer Physiker und Hochschullehrer
- Wetterich, Gottfried (* 1919), deutscher Richter
- Wetterich, Susanne (* 1956), deutsche Politikerin (CDU), Journalistin und Autorin
- Wetterlé, Emile (1861–1931), französisch-deutscher Geistlicher, Redakteur und Politiker, MdR
- Wetterling, Horst (1915–1986), deutscher Erziehungswissenschaftler und Hochschullehrer
- Wetterlund, Alice (* 1981), amerikanische Stand-up-Komödiantin, Schauspielerin und Podcast-ModeratorinAlice Wetterlund (* 1981)

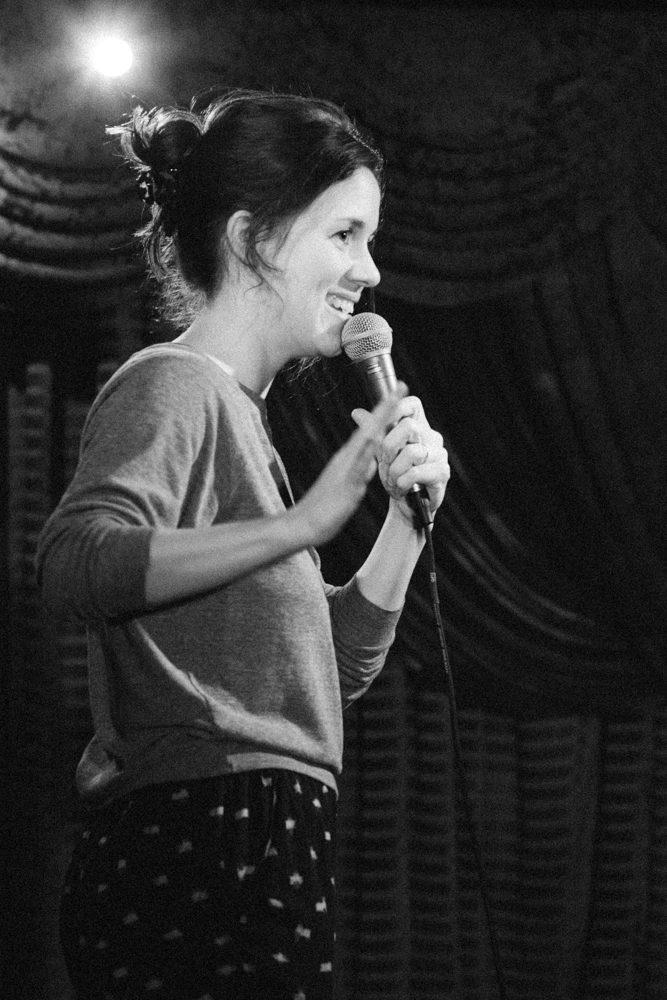
Alice Wetterlund (* 1981)

- Wetterlund, Nils Peter (1852–1928), schwedischer lutherischer Pfarrer und Schriftsteller
- Wetterstein, Hary (* 1951), österreichischer Musiker
- Wetterstrand, Maria (* 1973), schwedische Biologin und Politikerin, Mitglied des Riksdag
- Wetterström, Gustav (1911–1991), schwedischer Fußballspieler
- Wetterström, Hans (1923–1980), schwedischer Kanute
- Wetterström, Victor (1884–1956), schwedischer Curler
- Wettervogel, Ben (1961–2015), deutscher Diplom-Meteorologe, Hörfunk- und Fernsehmoderator sowie Redakteur beim ZDF
- Wetterwik, Mattias (* 1983), schwedischer Handballschiedsrichter
- Wettges, Martin (* 1983), deutscher Chorleiter, Dirigent, Pianist und Musikwissenschaftler
- Wetti († 824), Mönch, Hagiograph und Schulmeister im Kloster Reichenau
- Wettig, Carl (1826–1859), deutscher Komponist, Pianist und Dirigent
- Wettig, Gerhard (* 1934), deutscher Historiker
- Wettig, Hannah (* 1971), deutsche Journalistin
- Wettig, Heinrich (* 1875), deutscher Maler
- Wettig, Karl-Heinz (1927–2015), deutscher Fußballspieler
- Wettig, Klaus (* 1940), deutscher Autor, Kulturmanager und Politiker (SPD), MdEP
- Wettig, Patricia (* 1951), US-amerikanische Schauspielerin
- Wettig-Danielmeier, Inge (* 1936), deutsche Politikerin (SPD), MdL, MdB
- Wettig-Weissenborn, Ernst (1868–1946), niederländischer Komponist
- Wettin, Ernst von, Hauptmann der Festung Königstein und Besitzer des Schlosses Jessen
- Wettler, Manfred (* 1941), Schweizer Psychologe
- Wettling, George (1907–1968), US-amerikanischer Schlagzeuger in der Jazzmusik
- Wettling, Hans (1943–2006), deutscher Jurist und Hochschullehrer
- Wettmann, Reinhart W. (* 1936), deutscher Jurist und Ökonom
- Wetton, John (1949–2017), englischer MusikerJohn Wetton (1949–2017)

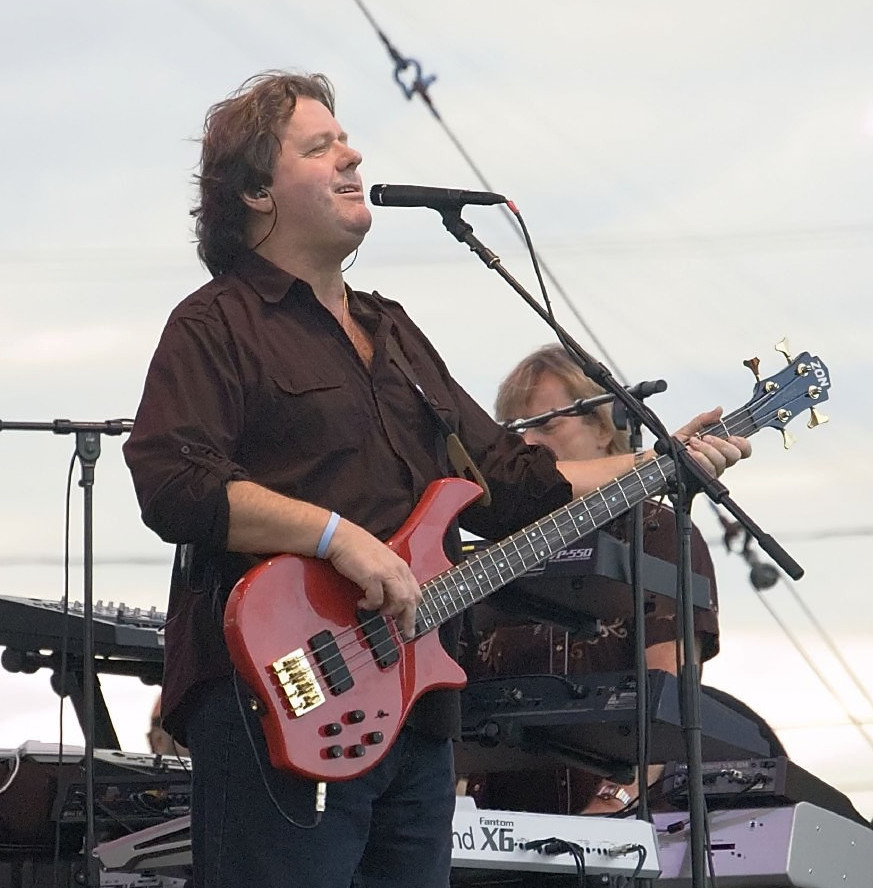
John Wetton (1949–2017)

- Wettre, Petter (* 1967), norwegischer Jazz-Saxophonist, Bandleader und Komponist
- Wettschinkin, Wladimir Petrowitsch (1888–1950), sowjetischer Aerodynamiker
- Wettschureck, Wilhelm (1898–1970), deutscher Politiker (NSDAP), MdR
- Wettstädt, Rolf (* 1951), deutscher Politiker (Bündnis 90/Die Grünen), MdL
- Wettstein von Westersheimb, Johann (1887–1972), österreichisch-ungarischer, später ungarischer Diplomat
- Wettstein, Albert (1907–1974), Schweizer Chemiker
- Wettstein, Alexander (1861–1887), Schweizer Geologe
- Wettstein, Christoph (* 1961), Schweizer Schauspieler
- Wettstein, Diter von (1929–2017), dänischer Genetiker
- Wettstein, Emil (1877–1940), Schweizer Bibliothekar
- Wettstein, Estelle (* 1996), Schweizer Dressurreiterin
- Wettstein, Felix (* 1958), Schweizer Politiker
- Wettstein, Frank (* 1973), deutscher Manager und Fußballfunktionär
- Wettstein, Fritz von (1895–1945), österreichisch-deutscher Botaniker
- Wettstein, Hannes (1958–2008), Schweizer Industriedesigner
- Wettstein, Heddy Maria (1911–2006), Schweizer Schauspielerin
- Wettstein, Heinrich (1831–1895), Schweizer Pädagoge und Verfasser von pädagogischen Schriften
- Wettstein, Johann Jakob (1693–1754), Schweizer Theologe und Vorreiter der Textkritik des Neuen Testaments
- Wettstein, Johann Kaspar (1695–1760), Schweizer Theologe

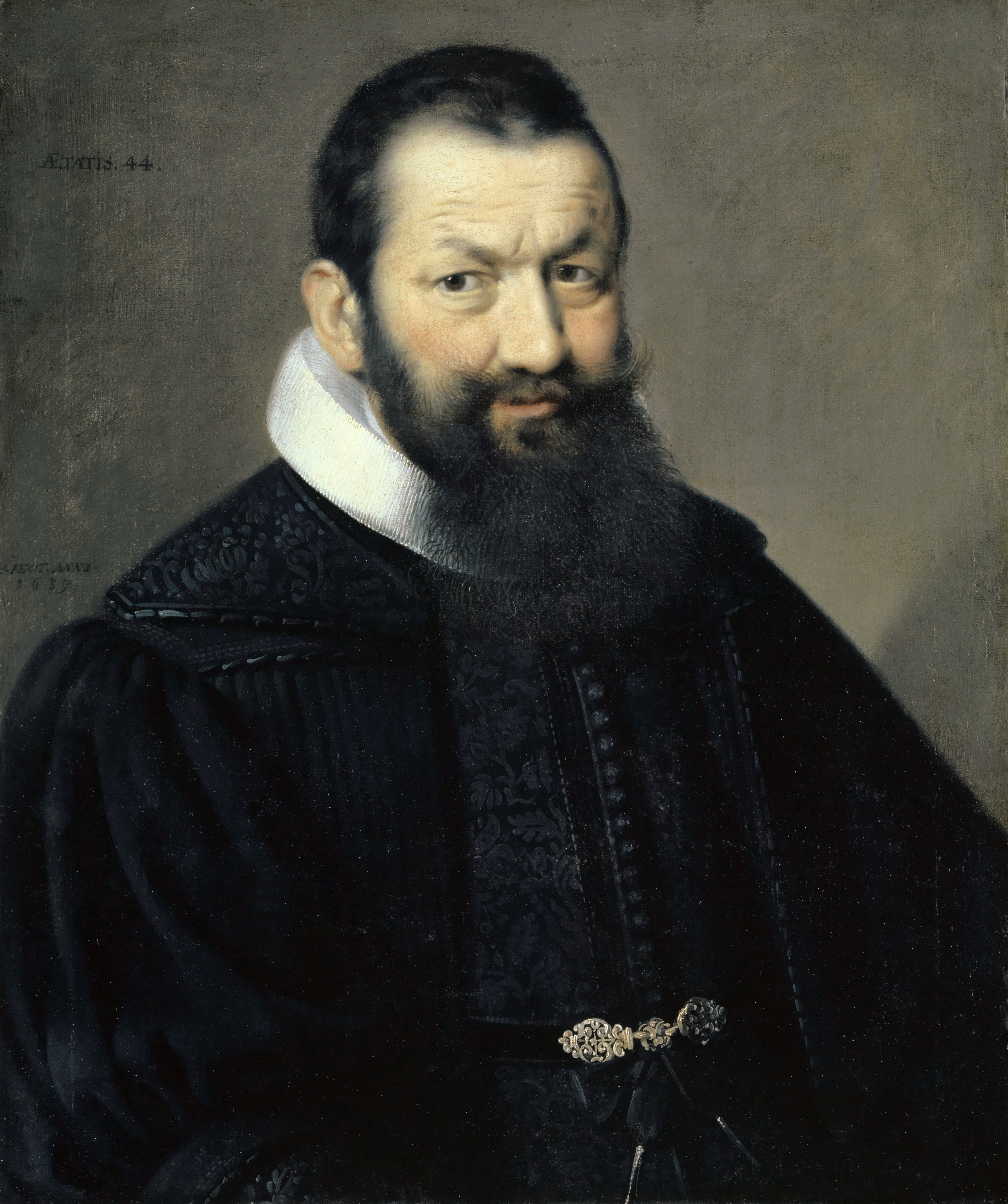
Johann Rudolf Wettstein (1594–1666)

- Wettstein, Johann Rudolf (1594–1666), Schweizer Diplomat und Bürgermeister von BaselJohann Rudolf Wettstein (1594–1666)
- Wettstein, Johann Rudolf (1614–1684), Schweizer Theologe, Hochschullehrer und Bibliothekar
- Wettstein, Johann Rudolf (1647–1711), Schweizer Philologe, Theologe und Hochschullehrer
- Wettstein, Karl-Peter (1940–2013), deutscher Politiker (SPD), MdL
- Wettstein, Martin (* 1970), Schweizer Komponist, Pianist und Musikpädagoge
- Wettstein, Miriam, Schweizer Mezzosopranistin
- Wettstein, Oskar (1866–1952), Schweizer Journalist, Zeitungswissenschaftler und freisinniger Politiker
- Wettstein, Peter (* 1939), Schweizer Komponist, Dirigent und Musikvermittler
- Wettstein, Reto (* 1979), Schweizer Politiker
- Wettstein, Richard (1863–1931), österreichischer Botaniker
- Wettstein, Ulrich († 1676), deutscher Buchdrucker und Verleger
- Wettstein, Yvo (* 1975), Schweizer Violinist
- Wettstein-Adelt, Minna (* 1869), Schriftstellerin, Herausgeberin und Frauenrechtlerin
- Wettstein-Westersheimb, Otto (1892–1967), österreichischer Zoologe

### Wetz
- Wetz (* 1961), Schweizer Maler, Objektkünstler und Bildhauer
- Wetz, Franz Josef (* 1958), deutscher Philosoph
- Wetz, Paul, deutscher Sänger, Musikproduzent und Songwriter
- Wetz, Richard (1875–1935), deutscher Komponist, Kapellmeister und MusikpädagogeRichard Wetz (1875–1935)

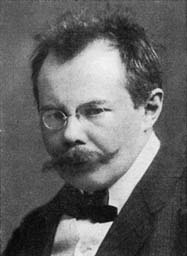
Richard Wetz (1875–1935)

- Wetz, Wilhelm (1858–1910), deutscher Anglist und Hochschullehrer
- Wetz, Wolfgang (1903–1945), deutscher Jurist und Verwaltungsbeamter
- Wetzel, Adalbert (1904–1990), deutscher Unternehmer und Fußballfunktionär
- Wetzel, Albert (1852–1923), deutscher Geistlicher und Politiker (NLP), MdR
- Wetzel, Albrecht (1880–1947), deutscher Psychiater
- Wetzel, Arno (1890–1977), deutscher Zoologe und Hochschullehrer
- Wetzel, August (1850–1907), deutscher Bibliothekar und Historiker
- Wetzel, Bonnie (1926–1965), US-amerikanische Jazzbassistin
- Wetzel, Christine, deutsche Kunstturnerin
- Wetzel, Christoph (1944–2020), deutscher Autor
- Wetzel, Christoph (* 1947), deutscher Maler, Bildhauer und Restaurator
- Wetzel, Constance (* 1965), deutsche Schauspielerin
- Wetzel, Courtney (* 1989), US-amerikanische Fußballspielerin
- Wetzel, Detlef (* 1952), deutscher Gewerkschafter, Bezirksleiter der IG Metall in Nordrhein-Westfalen
- Wetzel, Dietrich (1936–2006), deutscher Politiker (Die Grünen), MdB
- Wetzel, Edmund (* 1907), deutscher Richter
- Wetzel, Elisabeth (1907–1994), deutsche Widerstandskämpferin
- Wetzel, Emery (1907–1988), US-amerikanischer Generalleutnant der US Air Force
- Wetzel, Erhard (1903–1975), deutscher Jurist
- Wetzel, Ernst (1891–1966), deutscher paramilitärischer Aktivist und SA-Führer
- Wetzel, Ernst Jakob (1887–1969), deutscher Landwirt, Weingutsbesitzer und Politiker (DVP, CDU), MdL
- Wetzel, Frank (* 1965), deutscher Verwaltungsjurist und Ministerialbeamter
- Wetzel, Franz Heinrich August (* 1809), deutscher Arzt und Politiker, MdL
- Wetzel, Franz Xaver (1849–1903), Schweizer Geistlicher und Buchautor
- Wetzel, Friedrich (1903–1959), deutscher KPD-Funktionär und Widerstandskämpfer gegen das NS-Regime
- Wetzel, Friedrich (1909–1986), deutscher Verwaltungsführer in verschiedenen KonzentrationslagernFriedrich Wetzel (1909–1986)

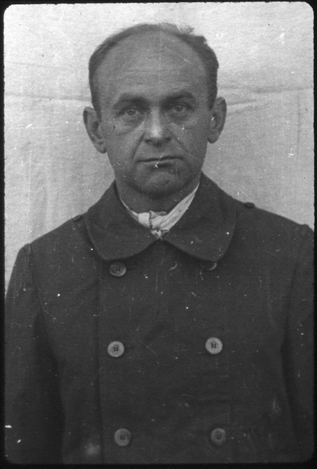
Friedrich Wetzel (1909–1986)

- Wetzel, Friedrich Gottlob (1779–1819), deutscher Schriftsteller der Romantik
- Wetzel, Fritz (1894–1982), deutscher Fußballspieler
- Wetzel, Georg (1871–1951), deutscher Mediziner und Anatom
- Wetzel, Gertrud (1914–1994), deutsche Politikerin (SPD), MdL, Richterin am Verfassungsgerichtshof Rheinland-Pfalz, erstes weibliches Mitglied eines deutschen Landesverfassungsgerichts
- Wetzel, Gertrud Angelika (1934–2011), deutsche Bildhauerin, Grafikerin und Medailleurin
- Wetzel, Gina (* 1985), deutsche Comiczeichnerin
- Wetzel, Günter (1922–2018), deutscher Politiker (SPD, später CDU)
- Wetzel, Günter (* 1942), deutscher Prähistoriker
- Wetzel, Hans-Peter (1950–2025), deutscher Politiker (FDP), MdL
- Wetzel, Heike, deutsche Flötistin
- Wetzel, Heinz (1882–1945), deutscher Architekt, Hochschullehrer und Stadtplaner
- Wetzel, Hermann H. (* 1943), deutscher Romanist
- Wetzel, Ines (1872–1938), deutsche Malerin
- Wetzel, Jake (* 1976), kanadischer Ruderer
- Wetzel, Johann (1570–1641), deutscher lutherischer Theologe und Generalsuperintendent der Generaldiözese Lüneburg-Celle
- Wetzel, Johann (1798–1880), deutscher Dombaumeister am Bremer Dom und Politiker, MdBB
- Wetzel, Johann Kaspar (1691–1755), deutscher evangelischer Theologe, Hymnologe und Kirchenlieddichter
- Wetzel, John (* 1991), US-amerikanischer American-Football-Spieler
- Wetzel, Juliane (* 1957), deutsche Historikerin
- Wetzel, Jürgen (1938–2022), deutscher Archivdirektor
- Wetzel, Justus Hermann (1879–1973), deutscher Komponist, Schriftsteller und Musikpädagoge
- Wetzel, Kersten (* 1961), deutscher Politiker (CDU), MdV, MdB
- Wetzel, Klaus (1921–1999), deutscher Jurist
- Wetzel, Klaus (* 1952), deutscher evangelischer Theologe und Missionswissenschaftler
- Wetzel, Koe (* 1992), US-amerikanischer Country-/Rock-Sänger und Songwriter
- Wetzel, Maike (* 1974), deutsche Schriftstellerin, Filmemacherin und DrehbuchautorinMaike Wetzel (* 1974)

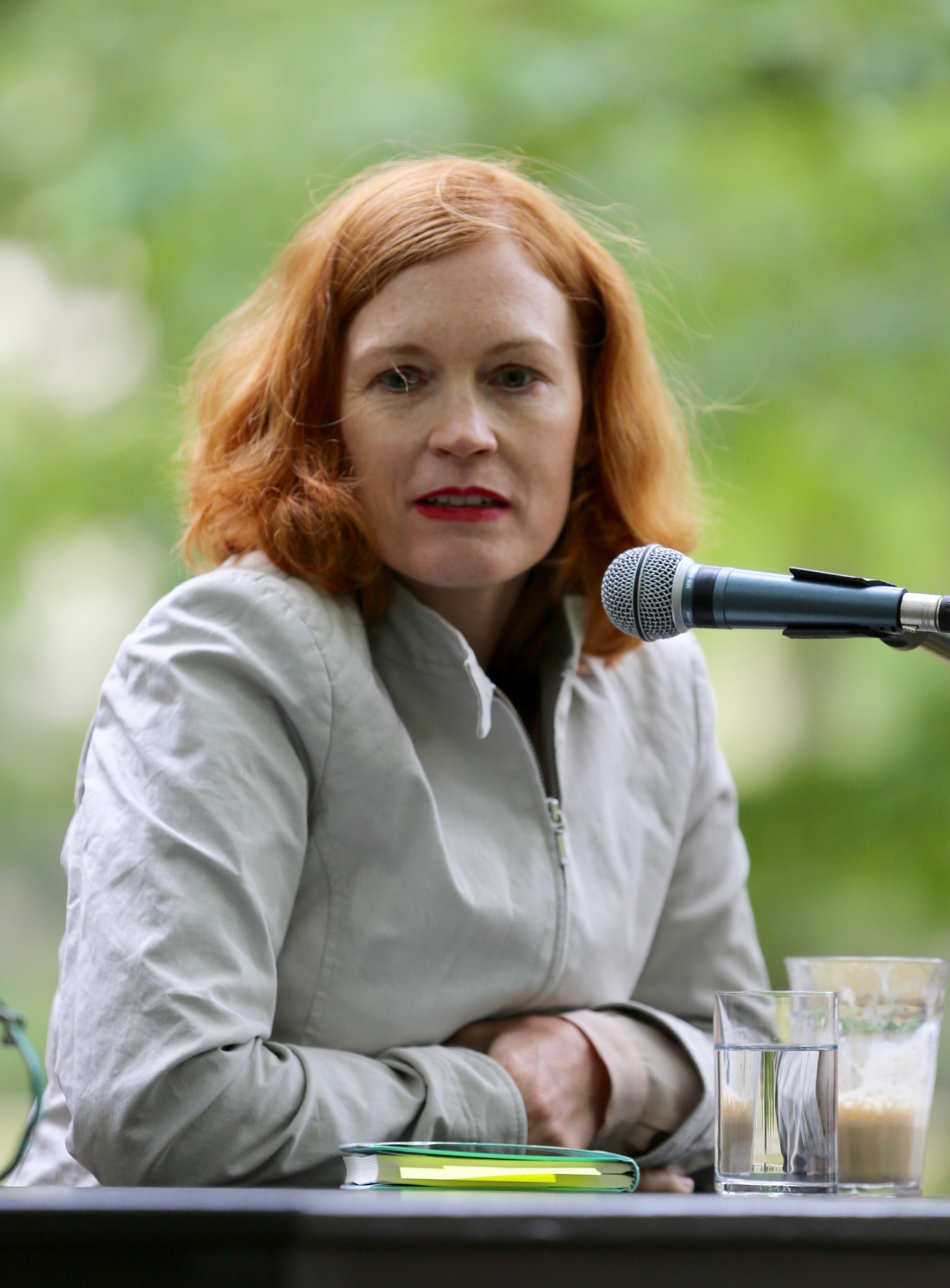
Maike Wetzel (* 1974)

- Wetzel, Margrit (1950–2021), deutsche Politikerin (SPD), MdB
- Wetzel, Martin (1929–2008), deutscher Bildhauer und Grafiker
- Wetzel, Michael (* 1952), deutscher Literatur- und Medienwissenschaftler
- Wetzel, Michael (* 1975), deutscher Historiker
- Wetzel, Niklas (* 1996), deutscher Schauspieler
- Wetzel, Otto (1891–1971), deutscher Paläontologe
- Wetzel, Otto (1905–1982), deutscher Politiker (NSDAP, NPD), MdR
- Wetzel, Philipp (* 1985), Schweizer Eishockeyspieler
- Wetzel, Ray (1924–1951), amerikanischer Jazzmusiker
- Wetzel, Renate (* 1949), deutsche Politikerin (SED, PDS), MdV, MdL
- Wetzel, Robert (1898–1962), deutscher Anatom, Paläontologe, Prähistoriker und HochschullehrerRobert Wetzel (1898–1962)

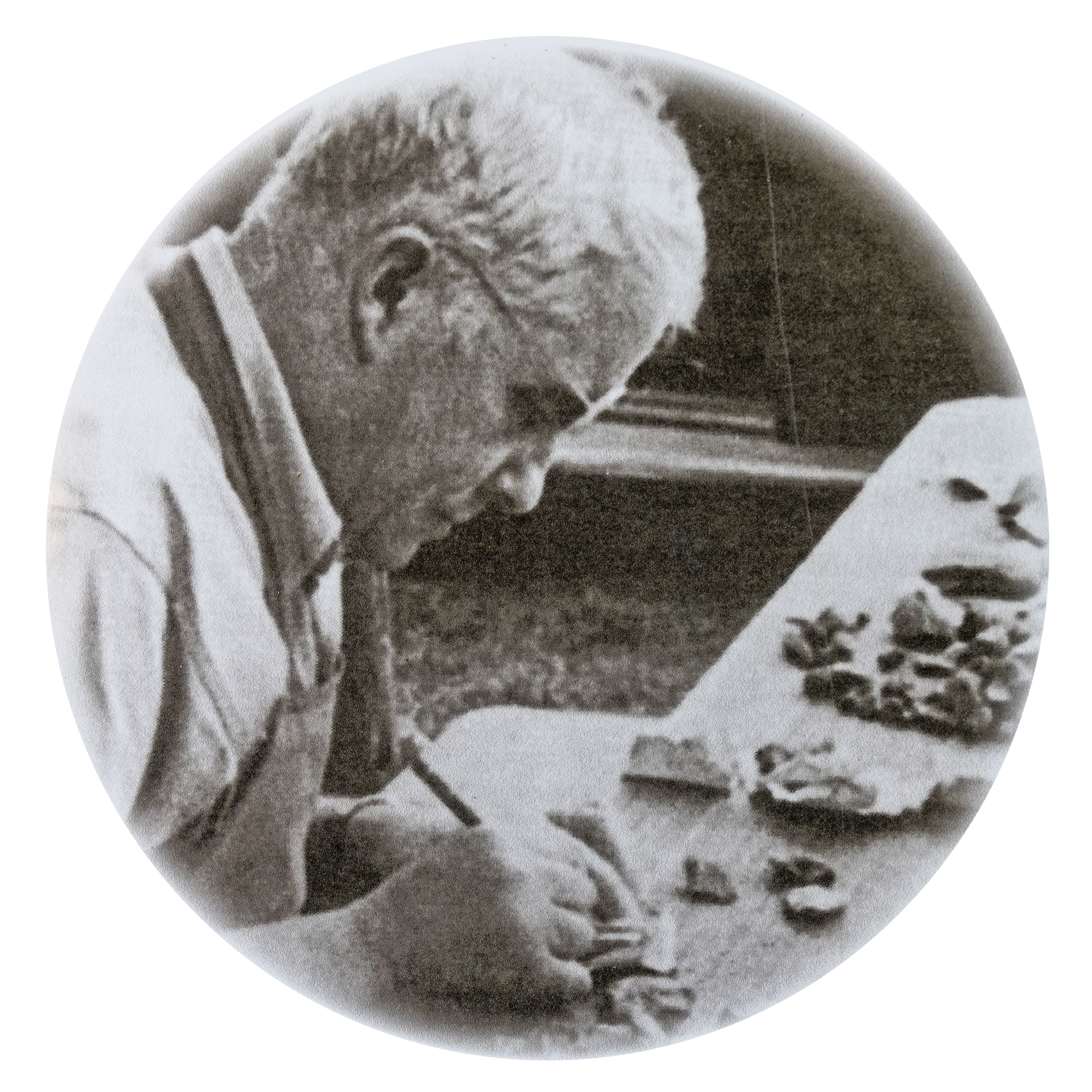
Robert Wetzel (1898–1962)

- Wetzel, Robert (* 1990), deutscher Handballspieler
- Wetzel, Robert G. (1936–2005), US-amerikanischer Limnologe
- Wetzel, Robert L. (1930–2022), US-amerikanischer Militär, General der US Army
- Wetzel, Roland (* 1965), Schweizer Kunsthistoriker und Kurator
- Wetzel, Rolf (* 1921), deutscher Politiker (SED) und Präsident der Deutschen Notenbank
- Wetzel, Rudi (1909–1992), deutscher Journalist
- Wetzel, Rudolf (1895–1983), deutscher Veterinärmediziner
- Wetzel, Siegfried (* 1949), deutscher Politiker (CDU), MdV, MdL
- Wetzel, Susanne, deutsche Informatikerin und Hochschullehrerin
- Wetzel, Sylvia (* 1949), buddhistische Feministin
- Wetzel, Tom (* 1991), deutscher Handballspieler
- Wetzel, Ulrich (* 1956), deutscher Jurist, Richter und Darsteller in der Gerichtsshow „Das Strafgericht“
- Wetzel, Walter (1887–1978), deutscher Paläontologe und Geologe
- Wetzel, Wilhelm (1888–1964), deutscher General der Infanterie im Zweiten Weltkrieg
- Wetzel, Wilhelm (1902–1976), deutscher Politiker (NSDAP) und Oberbürgermeister von Lüneburg
- Wetzel, Wolf (* 1956), deutscher Autor, Journalist und Publizist
- Wetzel, Wolfgang (1921–2004), deutscher Statistiker
- Wetzel, Wolfgang (* 1968), deutscher Diplom-Sozialpädagoge und Politiker (Bündnis 90/Die Grünen), MdB
- Wetzel-Steinwedel, Ruth (* 1948), deutsche Juristin, Vizepräsidentin des Bundessozialgerichts
- Wetzell, Carlos (1890–1973), deutscher Industriemanager und Industrieller
- Wetzell, Georg (1869–1947), deutscher General der Infanterie und Chef des Truppenamtes (1926–1927)
- Wetzell, Georg Wilhelm von (1815–1890), deutscher Rechtswissenschaftler, Hochschullehrer und Politiker
- Wetzell, Richard (* 1961), US-amerikanischer Historiker
- Wetzell, Stig (* 1945), finnischer Eishockeyspieler
- Wetzell, Yanni (* 1996), neuseeländisch-deutscher Basketballspieler
- Wetzels, Peter (* 1959), deutscher Rechtswissenschaftler, Psychologe und Kriminologe
- Wetzelsberger, Bertil (1892–1967), österreichischer Dirigent und Intendant
- Wetzelsdorfer, Hans (* 1952), österreichischer freischaffender Künstler und Fotograf
- Wetzenstein-Ollenschläger, Jürgen (* 1942), deutscher Richter (DDR)
- Wetzer, Heinrich Joseph (1801–1853), deutscher Orientalist und Kirchenrechtler
- Wetzer, Martin (1868–1954), finnischer General der Infanterie
- Wetzer, Rudolf (1901–1993), rumänischer Fußballspieler und -trainer
- Wetzig, Karl-Ludwig (* 1956), deutscher Schriftsteller und Übersetzer
- Wetzig, Roland (* 1959), deutscher Bobfahrer
- Wetzko, Gabriele (* 1954), deutsche Schwimmerin
- Wetzky, Karl von (1935–2001), deutsch-tschechischer Journalist, Schriftsteller und Übersetzer
- Wetzl, Erich (1937–2021), deutscher Diplomat, letzter DDR-Botschafter in Schweden
- Wetzl, Josef (1930–2016), deutscher Maler und Grafiker
- Wetzl, Niklas (* 2001), österreichischer Eishockeyspieler
- Wetzlar von Plankenstern, Karl Abraham (1715–1799), österreichischer Hofagent und Mäzen
- Wetzlar, Heinrich (1868–1943), deutscher Richter
- Wetzlar, Mordechai (1801–1878), deutscher Rabbiner
- Wetzlar, Moses Tobias (1847–1916), Silberschmied
- Wetzlar, Robert (1847–1912), deutscher Unternehmer, Geheimer Kommerzienrat
- Wetzlar-Plankenstern, Friedrich von (1857–1925), österreichischer Adliger, Beamter, Politiker
- Wetzler, Alfréd (1918–1988), slowakischer Zeitzeuge KZ Auschwitz
- Wetzler, August (1812–1881), deutscher Geologe und Fossiliensammler
- Wetzler, Hermann Hans (1870–1943), US-amerikanischer Komponist, Dirigent und Musiker
- Wetzler, Johann Evangelist (1774–1850), deutscher Arzt
- Wetzler, Johannes (1936–2020), deutsch-österreichischer Dirigent, Musiker und Chorleiter
- Wetzler, Paul (1905–1988), österreichischer Diplomat
- Wetzler, Peter (* 1943), deutscher Japanologe
- Wetzler, Rudolf, deutscher Fußballspieler
- Wetzlich, Johannes (1871–1922), deutscher Politiker der DNVP
- Wetzstein, Herbert (1898–1960), deutscher Politiker (LDPD)
- Wetzstein, Johann Gottfried (1815–1905), deutscher Diplomat und Orientalist
- Wetzstein, Thomas (* 1967), deutscher Historiker